# Namugongo
Namugongo est une ville du district de Wakiso, en Ouganda. Elle est connue comme lieu de pèlerinage aux martyrs de l'Ouganda, avec la basilique des Martyrs de l'Ouganda.

## Localisation
Namugongo se situe dans les environs de Kyaliwajjala (en), un secteur de la Municipalité de Kira (en), dans le disctrit de Wakiso, à environ 16 km au Nord Est de la capitale Kampala.

## Martyrs de l'Ouganda
Le 3 juin 1886, 32 jeunes hommes, pages de la cour du roi Mwanga II de Buganda, furent brûlés vifs à Namugongo pour avoir refusé de renoncer à leur foi chrétienne. Ils étaient anglicans ou catholiques. Parmi eux Charles Lwanga et ses vingt-et-un compagnons furent canonisés par Paul VI le 18 octobre 1964. Le pape mentionna également les martyrs anglicans.
Des sanctuaires commémorent cet événement, tant dans le bourg de Namugongo où se dresse la basilique des Martyrs de l'Ouganda, lieu d'exécution de Charles Lwanga et ses compagnons, que sur le lieu de l'exécution des anglicans, à 3,2 km à l'est de Namugongo. La documentation porte le nombre des personnes exécutées à 45 entre 1885 et 1887. Le Pape François s'est rendu au sanctuaire en novembre 2015, rassemblant des dizaines de milliers de pèlerins. Il n'est pas rare que la commémoration du 3 juin rassemble des centaines de milliers de personnes, parfois plusieurs millions.

## Source
- (en) Cet article est partiellement ou en totalité issu de l’article de Wikipédia en anglais intitulé « Namugongo » (voir la liste des auteurs).